# Urs Linsi
Urs Linsi (* 29. Juni 1949) ist ein Schweizer Finanzmanager und Sportfunktionär.

## Leben
Linsi studierte Wirtschaftswissenschaften und wurde an der Hochschule St. Gallen promoviert. Er war mehr als 20 Jahre für die Credit Suisse tätig, auch als Chef der Leasingabteilung. 
Von 1999 bis 2007 war Linsi für die FIFA tätig. Linsi gründete 2007 eine Unternehmensberatung. Sie wurde 2011 in eine Aktiengesellschaft umgewandelt, die auch im Bereich Immobilien tätig ist. Linsi wurde 2009 Mitglied im Verwaltungsrat von Airesis. Er ist in weiteren Verwaltungsräten tätig und wurde im August 2011 VR-Präsident der Bank Sparhafen Zürich.
Linsi engagiert sich in einer gemeinnützigen Stiftung und im Vorstand eines Vereins zur Jugendförderung.
Linsi ist verheiratet und hat drei Kinder. Er wohnt in Zofingen im Kanton Aargau.

## Sport
Linsi spielte Fussball in unteren Amateurligen und in Universitätsmannschaften. Nach einer Knieverletzung beendete er seine aktive Laufbahn und war zwei Jahre als Fussballschiedsrichter tätig. Mitte der 1980er-Jahre startete Linsi mit Ausdauersport. 1988 nahm er an einem Triathlon auf Hawaii teil.
1989 gründete Linsi den Powerman Zofingen, eine Duathlon-Wettkampfveranstaltung.

## Sportfunktionär

### FIFA
Linsi war bei der FIFA ab Juli 1999 Direktor Finanzen und ab Januar 2000 stellvertretender Generalsekretär. Am 17. Dezember 2002 wurde er in Madrid zum FIFA-Generalsekretär ernannt. Linsi war bis zum Juni 2007 als Generalsekretär tätig und während seiner Amtszeit massgebend verantwortlich für die finanzielle Sanierung des Weltfussballverbandes und für den Bau des Home of FIFA.
Linsi war 1999 aufgrund einer Empfehlung von Heinz Schurtenberger, einem Studienkollegen Linsis und Chef von International Sport and Leisure (ISL), zur FIFA gewechselt. ISL vermarktete auch im Auftrag der FIFA Sponsoren- und Fernsehrechte für Sportveranstaltungen. Der Sportrechtehändler ging 2001 in Konkurs. 
Mitte Jahr 2002 stellte Linsi bei einem ausserordentlichen FIFA-Kongress in Seoul als Direktor Finanzen den Finanzbericht des Verbandes vor und war massgebend an der Kampagne zur Wiederwahl von FIFA-Präsident Sepp Blatter beteiligt. 
Bei der Wahl zum Generalsekretär war es Linsi 2002 gelungen, sich vorher bei der FIFA gegen verschiedene Konkurrenten durchzusetzen. Linsi war der fünfte Schweizer in Folge, der zum FIFA-Generalsekretär berufen wurde. Als Generalsekretär war Linsi 2004 verantwortlich für die Vergabe der Lizenzrechte für die Fussball-Weltmeisterschaften 2010 in Südafrika und 2014 in Brasilien. Das Bieterverfahren wurde als transparent angegeben. Harte Nachverhandlungen führte er mit dem Deutschen Fussball-Bund zur Fussball-Weltmeisterschaft 2006. 
Im Dezember 2005 gab Linsi an, dass die FIFA bei der Fussball-Weltmeisterschaft 2006 mit einem Überschuss von mindestens 110 Millionen Euro rechnete, mit dem die Eigenkapitalbasis der FIFA massgebend erhöht werden sollte. Im März 2007 gab Linsi einen Jahresgewinn der FIFA für 2006 von 187 Millionen Euro bekannt. Für die Fussball-Weltmeisterschaft 2010 erwartete Linsi eine Verdoppelung der TV-Einnahmen. Seit 2007 verkaufte die FIFA ihre TV-Rechte für bestimmte Märkte einzeln. Bis anhin waren die Rechte gemeinsam verkauft worden.
2005 gelang es Linsi nicht, seinen Stellvertreter Jérôme Champagne zu entlassen. Als im Februar 2006 zwei seiner Vertrauten aus der FIFA-Finanzabteilung entlassen wurden, bestätigte das einen Machtverlust des Generalsekretärs. Im Juli 2007 gab die FIFA die Entlassung Linsis als Generalsekretär bekannt. Schweizer Medien interpretierten die Entlassung des Generalsekretärs als «Bauernopfer» für die Wiederwahl Blatters zwei Wochen vorher. Seine Geschäfte wurden übergangsweise an Markus Kattner, den FIFA-Direktor für Finanzen und Controlling übergeben. Im Oktober 2007 bestätigte die FIFA die Zahlung einer Abfindung in Höhe von mehr als 7 Millionen Euro an Linsi aufgrund der Kündigung.
Im März 2016 wurde im Bericht der Anwaltskanzlei Freshfields Bruckhaus Deringer über ihre internen Ermittlungen beim Deutschen Fussball-Bund zur Bewerbung um die Fussball-Weltmeisterschaft 2006 ebenfalls die Rolle Linsis untersucht. Medien berichteten, dass er an einer umstrittenen Transaktion beteiligt war. Es handelte sich um eine Zahlung von 6,7 Millionen Euro an Robert Louis-Dreyfus. Im Juni 2016 berichtete ein Schweizer Nachrichtenportal von Ermittlungen der schweizerischen Bundesanwaltschaft, Anfang August 2019 wurde gegen Linsi sowie die ehemaligen DFB-Funktionäre Theo Zwanziger, Wolfgang Niersbach und Horst Rudolf Schmidt Anklage erhoben.

### Grasshopper Club Zürich
Im September 2009 wurde Linsi vom Verwaltungsrat der Neuen Grasshopper Fussball AG zum CEO berufen. Von Februar 2010 bis April 2011 war Linsi Präsident des Fussballvereins Grasshopper Club Zürich.